# تولد یک پروانه
تولد یک پروانه فیلمی به کارگردانی مجتبی راعی و نویسندگی سعید شاپوری محصول ۱۳۷۶ است.

## خلاصه داستان
آقا معلم جوانی که چهره عرفانی ای دارد برای آموزش کودکان به روستای سرسبزی وارد می‌شود. یک روز که در روستا گردش می‌کرد با گریه یک پیرمرد روستایی مواجه می‌شود و علت گریه او را می‌پرسد. پیر مرد می‌گوید: پسرم مدت هاست که به شهر رفته و برنگشته. معلم به او دلداری می‌دهد و می‌گوید گریه نکن ان شاءالله بر می‌گردد. فردای آن روز پسر او بر می‌گردد. با تکرار قضیه دیگری شبیه به این آرام آرام مردم روستا به او اعتقاد پیدا می‌کنند. روزی که باران شدیدی می‌آید مردم ده به درب خانه او می‌روند و از او می‌خواهند که دعا کند تا سیل نیاید. او خجالت می‌کشد و می‌گوید من کسی نیستم که دعا کنم. باید سیل‌بند ببندید ولی مردم اصرار می‌کنند ولی او شرم می‌کند و می‌گوید من کسی نیستم که دعا کنم و شما باید از خدا بخواهید. مردم ده بسیار ناراحت می‌شوند و از فردا همه از او رو برمی‌گردانند و بچه‌های خود را از رفتن به مدرسه بازمی‌دارند. در همین حین کودکی با دستپاچگی به نزد معلم می‌آید و می‌گوید پدرم دارد می‌میرد و او گفته که آقا معلم را به بالین من بیاورید اما معلم می‌گوید که من دکتر نیستم و شما باید دکتر خبر کنید ولی با اصرارهای زیاد کودک، معلم به همراه او حرکت می‌کند. شروع به دویدن می‌کنند و به رودخانه ای می‌رسند که سیل پل آن را خراب کرده. کودک از روی آب می‌دود و بر روی آب راه می‌رود. معلم از دیدن این صحنه شگفت زده می‌شود. کودک او را صدا می‌زند و می‌گوید :آقا معلم بیا. معلم گریه می‌کند. پروانه ای به سمت معلم می‌آید و بر روی لباس او می‌نشیند. مدتی قبل وقتی همین کودک به کلاس قرآن دیر رسیده بود معلم به او گفته بود چرا دیر آمدی و کودک گفته بود که پل رودخانه شکسته و من باید مسافت زیادی را راه بروم تا به مدرسه برسم. معلم به شوخی به او گفته بود خوب از روی آب راه بیا و عبور کن. کودک که از روی تصور معصومانه خود، این سخن معلم را جدی گرفته بود، هر بار پس از رسیدن به رودخانه از روی آب حرکت می‌کرد و بدون این که در آب فرو برود می‌گذشت . . .

## بازیگران
- یاشار محمودی
- رحیم جهانی
- محمود نظرعلیان
- محمد ناجی
- سپیده کفشدوز جباری
- رخشنده زیرک
- عصمت عسگری
- مهدی فقیه
- جعفر رستمی
- زهرا فرهادی
- جواد درخشان
- صمد پیراسبقی
- عیسی کیانی
- حسین شامحمدی
- جعفر آقازاده امتنانی
- محمدعلی مروتی
- حامد منافی زاده
- جمشید نهرین
- سعید موسوی
- احمد امینیان
- احمد گوهری
- سراصلان مرادپور